# Gårkök
Gårkök är ett äldre ord för ett enklare ställe där lagad mat säljes till avhämtning i ett särskilt kärl kallat "mathämtare", eller serveras på plats. Beträffande standard var gårköket bättre än krog men sämre än vinkällare. Förleden går kommer från tyskans gar, som betyder färdigberedd eller färdigkokt ("Garküche"). En gårkock var en person som förestod ett "gårkök".
Enligt ett kungligt förordnande den 12 juni 1605 skulle Stockholm ha sex öppna värdshus och två gårkök: Farken i kvarteret Apollo och Stiernan i kvarteret Phoebus, båda i Gamla stan. Flera av gårköken i Stockholm under 1600-talet drevs av folk från kontinenten, inklusive italienare och fransmän.
Ett gårkök vid namn Ankaret drevs på 1700-talet av handelsmannen Marcus Ankar i kvarteret Ajax i Gamla stan, Stockholm. Köket gav Ankargränd sitt namn.

## Exempel
- Marcus Andersson Ankers krog Ankaret i hörnet av Ankargränd, Stockholm